# 1876 en Grèce
Chronologie de la Grèce
- 1872
- 1873
- 1874
- 1875
- 1876
- 1877
- 1878
- 1879
- 1880

Cette page concerne les évènements survenus en 1876 en Grèce  :

## Création
- Bourse d'Athènes
- Estía, journal.

## Naissance
- Andréas Andreádis (el), économiste, membre de l'académie d'Athènes.
- Konstantínos Demertzís, Premier-ministre.
- Ioánnis Georgiádis, escrimeur.
- Stylianós Gonatás, militaire et personnalité politique.
- Ioánnis Kalogerás, militaire et personnalité politique.
- Marie de Grèce, princesse de Grèce et de Danemark, grande-duchesse de Russie.
- Aléxandros Papanastasíou, Premier-ministre.
- Sotírios Versís, haltérophile.

## Décès
- Henry Abbott, commerçant britannique, consul d'Allemagne à Salonique.
- Jules Moulin, consul de France à Salonique.
- Andréas Papadópoulos Bretós (el), écrivain.
- Thémistocle Vizvizis, gouverneur de Naxos.